# Lipogenys gillii
Lipogenys gillii is een straalvinnige vissensoort uit de familie van rugstekelalen (Notacanthidae). De wetenschappelijke naam van de soort is voor het eerst geldig gepubliceerd in 1895 door Goode & Bean.